# Podotenus integrifrons
Podotenus integrifrons är en skalbaggsart som beskrevs av Lea 1923. Podotenus integrifrons ingår i släktet Podotenus och familjen Aphodiidae. Inga underarter finns listade i Catalogue of Life.